# Заозерье (сельское поселение)
Заозерье — административно-территориальная единица (административная территория посёлок сельского типа с подчинённой ему территорией) и муниципальное образование (сельское поселение с полным официальным наименованием муниципальное образование сельского поселения «Заозерье») в составе муниципального района Сысольского в Республике Коми Российской Федерации.
Административный центр — посёлок Заозерье.

## История
Статус и границы административной территории установлены Законом Республики Коми от 6 марта 2006 года № 13-РЗ «Об административно-территориальном устройстве Республики Коми».
Статус и границы сельского поселения установлены Законом Республики Коми от 5 марта 2005 года № 11-РЗ «О территориальной организации местного самоуправления в Республике Коми».

## Население
| 2010 | 2011 | 2012 | 2013 | 2014 | 2015 | 2016 |
| ---- | ---- | ---- | ---- | ---- | ---- | ---- |
| 598  | ↘595 | ↘576 | ↘548 | ↘515 | ↘502 | ↘484 |
| 2017 | 2018 | 2019 | 2020 | 2021 |      |      |
| ↗489 | ↘455 | ↘419 | ↘393 | ↘327 |      |      |

## Состав
Состав административной территории и сельского поселения:
| № | Населённый пункт | Тип населённого пункта          | Население |
| - | ---------------- | ------------------------------- | --------- |
| 1 | Заозерье         | деревня                         | 0         |
| 2 | Заозерье         | посёлок, административный центр | ↘466      |
| 3 | Исанево          | посёлок                         | ↘132      |